# Rituals
Rituals är det grekiska black metal-bandet Rotting Christs tolfte studioalbum. Det gavs ut i februari 2016 av skivbolaget Season of Mist. Producent är bandets sångare, basist och gitarrist Sakis Tolis. Brodern Themis Tolis hanterar trummorna på albumet. Därutöver återfinns en rad gästmusiker, bland andra Nick Holmes (Paradise Lost, Bloodbath) som sjunger på For A Voice Like Thunder medan sången på franska i Les Litanies De Satan framförs av Vorph från Samael. 
Avslutande The Four Horsemen är en cover på likaledes grekiska bandet Aphrodite's Childs låt från 1972 medan texten i Les Litanies De Satan är från detsamma poemet ur Charles Baudelaires diktsamling Fleure du mal. Devadevam är sanskrit för den högsta gudomligheten, gudarnas gud. I Ze Nigmar (ungefär ”Det är över”) används Jesu – enligt bibeln – sista ord på korset, medan In nomine Dei nostri är en åkallan från den satanistiska mässan. Texten i For A Voice Like Thunder är tagen från 1700-talspoeten William Blakes Prologue to ”King Edward the Fourth”.

## Låtlista
1. In Nomine Dei Nostri (latin för I guds namn) - 4:57
2. זה נגמר (Ze Nigmar, hebreiska för Det är över) - 4:43
3. Ἐλθὲ κύριε (Elthe Kyrie, grekiska för Kom Herren) - 4:49
4. Les Litanies de Satan (ur Les Fleurs du Mal) (franska för Ondskans blommor) - 3:55
5. Ἄπαγε Σατανά (Apage Satana) (grekiska för Vik hädan, Satan) - 3:50
6. Του θάνατου (Tou Thanatou) (grekiska för I döden) - 3:37
7. For a Voice like Thunder - 6:11
8. Konx om Pax - 6:21
9. देवदेवं (Devadevam, sanskrit för gudarnas gud) - 5:18
10. The Four Horsemen (Aphrodite's Child-cover) - 5:24

## Musiker

### Bandmedlemmar
- Sakis Tolis - gitarr, sång, bas
- Themis Tolis - trummor

### Övriga medverkande musiker
- Vagelis Karzis – bakgrundssång
- George Emmanuel – bakgrundssång, gitarr (spår 3)
- Manolis Antzoletakis – bakgrundssång
- Giorgos Petratos – bakgrundssång
- Theodoros Aivaliotis – körsång
- Giannis Stamatakis – körsång
- Babis Alexandropoulos – körsång
- George Zacharopoulos – sång (spår 1)
- Danai Katsameni – sång (spår 3)
- Vorph – sång (spår 4)
- Nick Holmes – sång (spår 7)
- Kathir – sång (spår 9)
- Nikos Veletzas – percussion
- George Anamouroglou – percussion
- Fotis Benardo – percussion
- Alexandros Kalfakis – percussion
- Konstantis Mpistolis – säckpipa(spår  3, 9)
- Giorgos Nikas – säckpipa (spår  3, 9)

### Övriga medverkande
- Nikola Nikita Jeremić – orkestrering (spår 1, 7)
- Jens Bogren – mixing, mastering
- Adrien Bousson – omslagslayout